# Ubikvitin C
Ubikvitin  je protein koji je kod čoveka kodiran  genom.

## Interakcije
Za ubikvitin C je pokazano da interaguje sa SCNN1A, , Parkin (ligazom), P70-S6 kinazom 1, , , , , , , , receptorom epidermalnog faktora rasta, , Basigin, , , , , Kapa opioidnim receptorom, , , tiroidnim hormonskim receptorom alfa, Sp1 transkriptnim faktorom, , , ,  i P53.

## Literatura
- Mazzé FM, Degrève L (2006). „The role of viral and cellular proteins in the budding of human immunodeficiency virus.”. Acta Virol. 50 (2): 75—85. PMID 16808324.
- H, Kanayama; K, Tanaka; M, Aki;  . (1992). „Changes in expressions of proteasome and ubiquitin genes in human renal cancer cells.”. Cancer Res. 51 (24): 6677—85. PMID 1660345.
- Baker RT, Board PG (1989). „Unequal crossover generates variation in ubiquitin coding unit number at the human UbC polyubiquitin locus.”. Am. J. Hum. Genet. 44 (4): 534—42. PMC 1715567 . PMID 2564731.
- Einspanier R, Sharma HS, Scheit KH (1987). „Cloning and sequence analysis of a cDNA encoding poly-ubiquitin in human ovarian granulosa cells.”. Biochem. Biophys. Res. Commun. 147 (2): 581—7. PMID 2820408. doi:10.1016/0006-291X(87)90970-3.
- O, Wiborg; MS, Pedersen; A, Wind;  . (1985). „The human ubiquitin multigene family: some genes contain multiple directly repeated ubiquitin coding sequences.”. EMBO J. 4 (3): 755—9. PMC 554252 . PMID 2988935.
- B, Andersson; MA, Wentland; JY, Ricafrente;  . (1996). „A "double adaptor" method for improved shotgun library construction.”. Anal. Biochem. 236 (1): 107—13. PMID 8619474. doi:10.1006/abio.1996.0138.
- M, Nenoi; K, Mita; S, Ichimura;  . (1996). „Heterogeneous structure of the polyubiquitin gene UbC of HeLa S3 cells.”. Gene. 175 (1-2): 179—85. PMID 8917096. doi:10.1016/0378-1119(96)00145-X.
- W, Yu; B, Andersson; KC, Worley;  . (1997). „Large-scale concatenation cDNA sequencing.”. Genome Res. 7 (4): 353—8. PMC 139146 . PMID 9110174.
- Nenoi M, Mita K, Ichimura S, Kawano A (1998). „Higher frequency of concerted evolutionary events in rodents than in man at the polyubiquitin gene VNTR locus.”. Genetics. 148 (2): 867—76. PMC 1459823 . PMID 9504932.
- DE, Ott; LV, Coren; TD, Copeland;  . (1998). „Ubiquitin is covalently attached to the p6Gag proteins of human immunodeficiency virus type 1 and simian immunodeficiency virus and to the p12Gag protein of Moloney murine leukemia virus.”. J. Virol. 72 (4): 2962—8. PMC 109742 . PMID 9525617.
- NS, Kim; T, Yamaguchi; S, Sekine;  . (1998). „Cloning of human polyubiquitin cDNAs and a ubiquitin-binding assay involving its in vitro translation product.”. J. Biochem. 124 (1): 35—9. PMID 9644242.
- U, Schubert; DE, Ott; EN, Chertova;  . (2001). „Proteasome inhibition interferes with gag polyprotein processing, release, and maturation of HIV-1 and HIV-2.”. Proc. Natl. Acad. Sci. U.S.A. 97 (24): 13057—62. PMC 27177 . PMID 11087859. doi:10.1073/pnas.97.24.13057.
- B, Strack; A, Calistri; MA, Accola;  . (2001). „A role for ubiquitin ligase recruitment in retrovirus release.”. Proc. Natl. Acad. Sci. U.S.A. 97 (24): 13063—8. PMC 27178 . PMID 11087860. doi:10.1073/pnas.97.24.13063.
- DE, Ott; LV, Coren; EN, Chertova;  . (2001). „Ubiquitination of HIV-1 and MuLV Gag.”. Virology. 278 (1): 111—21. PMID 11112487. doi:10.1006/viro.2000.0648.
- Strack B, Calistri A, Göttlinger HG (2002). „Late assembly domain function can exhibit context dependence and involves ubiquitin residues implicated in endocytosis.”. J. Virol. 76 (11): 5472—9. PMC 137019 . PMID 11991975. doi:10.1128/JVI.76.11.5472-5479.2002.
- L, Huang; L, Feng; L, Yang;  . (2003). „Screen and identification of proteins interacting with ADAM19 cytoplasmic tail.”. Mol. Biol. Rep. 29 (3): 317—23. PMID 12463424. doi:10.1023/A:1020409217215.
- RL, Strausberg; EA, Feingold; LH, Grouse;  . (2003). „Generation and initial analysis of more than 15,000 full-length human and mouse cDNA sequences.”. Proc. Natl. Acad. Sci. U.S.A. 99 (26): 16899—903. PMC 139241 . PMID 12477932. doi:10.1073/pnas.242603899.
- DE, Ott; LV, Coren; RC, Sowder;  . (2003). „Retroviruses have differing requirements for proteasome function in the budding process.”. J. Virol. 77 (6): 3384—93. PMC 149504 . PMID 12610113. doi:10.1128/JVI.77.6.3384-3393.2003.
- PC, Evans; TS, Smith; MJ, Lai;  . (2003). „A novel type of deubiquitinating enzyme.”. J. Biol. Chem. 278 (25): 23180—6. PMID 12682062. doi:10.1074/jbc.M301863200.